# Кранбері (переписна місцевість, Нью-Джерсі)
Кранбері (англ. Cranbury) — переписна місцевість (CDP) в США, в окрузі Міддлсекс штату Нью-Джерсі. Населення — 2200 осіб (2020).

## Географія
Кранбері розташоване за координатами 40°18′48″ пн. ш. 74°31′13″ зх. д. / 40.31333° пн. ш. 74.52028° зх. д. (40.313448, -74.520224).  За даними Бюро перепису населення США в 2010 році переписна місцевість мала площу 3,16 км², з яких 3,11 км² — суходіл та 0,05 км² — водойми.

## Демографія
Згідно з переписом 2010 року, у переписній місцевості мешкала 2181 особа в 722 домогосподарствах у складі 572 родин. Густота населення становила 691 особа/км².  Було 745 помешкань (236/км²).
Расовий склад населення:
| - 82,5 % — білих - 11,2 % — азіатів - 4,1 % — чорних або афроамериканців |

До двох чи більше рас належало 1,9 %. Частка іспаномовних становила 2,2 % від усіх жителів.
За віковим діапазоном населення розподілялося таким чином: 29,0 % — особи молодші 18 років, 55,3 % — особи у віці 18—64 років, 15,7 % — особи у віці 65 років та старші. Медіана віку мешканця становила 44,7 року. На 100 осіб жіночої статі у переписній місцевості припадало 92,7 чоловіків;  на 100 жінок у віці від 18 років та старших — 84,9 чоловіків також старших 18 років.
Середній дохід на одне домашнє господарство  становив 184 524 долари США (медіана — 148 375), а середній дохід на одну сім'ю — 209 139 доларів (медіана — 193 036). За межею бідності перебувало 0,2 % осіб, у тому числі 0,0 % дітей у віці до 18 років та 0,0 % осіб у віці 65 років та старших.
Цивільне працевлаштоване населення становило 1151 осіб. Основні галузі зайнятості: освіта, охорона здоров'я та соціальна допомога — 24,0 %, науковці, спеціалісти, менеджери — 22,0 %, будівництво — 7,8 %, роздрібна торгівля — 7,6 %.